# Росько (Великопольське воєводство)
Росько (пол. Rosko, нім. Roskau) — село в Польщі, у гміні Велень Чарнковсько-Тшцянецького повіту Великопольського воєводства.
Населення — 1303 особи (2011).
У 1975-1998 роках село належало до Пільського воєводства.

## Демографія
Демографічна структура станом на 31 березня 2011 року:
|          | Загалом | Допрацездатний вік | Працездатний вік | Постпрацездатний вік |
| -------- | ------- | ------------------ | ---------------- | -------------------- |
| Чоловіки | 654     | 152                | 457              | 45                   |
| Жінки    | 649     | 150                | 367              | 132                  |
| Разом    | 1303    | 302                | 824              | 177                  |